# Kopun
Kopun je izraz za samca domače kokoši (Gallus gallus domesticus) – petelina, ki so ga v mladosti kastrirali (skopili), da bi bilo meso zaklane živali okusnejše in bolj sočno. Za mlade peteline pravimo, da se jih kopuni (kastrira), samemu postopku pa se reče kopunjenje. Reja kopunov je bila pogostejša v preteklosti, ko so zaradi okusnega mesa velikokrat gojili pitovne kopune, ki so jih hranili s posebej pripravljenimi živili. Izraz izvira iz latinskega termina capo, kar pomeni rez/rezati, in caponem, ki ga prevajamo kot kastriran petelin.

## Značilnosti
Kopun je vsak petelin, samec domače kokoši, ki se ga na enega izmed možnih načinov kastrira – torej se mu odstrani testise in na tak način prepreči razvoj normalnega spolno aktivnega samca. Pri kopunih ne prihaja do sinteze moških spolnih hormonov, ki pogojujejo s spolnostjo povezana dejanja in plodnost. Poznani so tudi delni kopuni, pri katerih testisi niso v celoti odstranjeni.

### Izgled, meso in reja
Kopune se zlahka prepozna po manj izrazitih sekundarnih spolnih znakih, kot sta manj razvita greben (roža) in podbradek. Za skopljene peteline sta značilna tudi manjša glava in odsotnost tipičnega petelinjega glasu. Takšne živali odlikujeta dolgo in na pogled lično perje vratu in sedla ter praviloma povešen rep, ki sestoji iz več dolgih peres. Med morfološke spremembe sodijo tudi krajše noge, tanjše kosti in večji delež mesa v primerjavi z neskopljenimi petelini. Navadno so kopuni večji in težji od drugih osebkov svoje pasme. Zaradi odstranitve moških spolnih žlez so kopuni bolj umirjeni kot odrasli petelini, za katere je značilna občasna agresivnost in teritorialnost. Posledično je tudi reja skopljenih petelinov nekoliko lažja, saj je kopune mogoče gojiti v večjih skupinah, pri čemer ni treba skrbeti, da bi prišlo do agresivnih izpadov in nenehnega spopadanja.
Za kakovostno kopunje meso (z maščobo enakomerno razporejeno po mišičnini), ki je sočnejše, okusnejše in nežnejše kot meso neskopljenih petelinov, je treba kastrirane peteline gojiti na poseben način in s specifično prehrano; včasih so denimo kopune hranili s koruznim zrnjem in mlekom. V preteklosti so skopljeni petelini tri kilograme telesne teže pridobili v času od osmih do devetih mesecev pitanja. Prireja kopunov je v primerjavi z vzrejanjem nekastriranih petelinov dražja, saj je čas do zakola daljši, v enega kopuna pa je za enako pridobljeno maso treba vložiti več krme.

### Kopunjenje
Kopunjenje je postopek kastriranja mladih petelinov. Velikokrat se proces izvede kirurško (operativno), pri čemer je živalim treba odpreti njihovo trebušno votlino in poseg opraviti s pomočjo za to posebej prirejenega orodja. V Sloveniji lahko postopek kopunjenja petelinov izvede veterinar ali usposobljeno osebje pod veterinarskim nadzorom. Ponekod se namesto kirurških postopkov raje poslužujejo kemičnih posegov, kjer se na primer v mlade peteline vstavi estrogenske vsadke (implantate). Poseg se izvaja ob različnih starostih živali; v preteklosti so kopunili razmeroma pozno, pri starosti od petih do šestih mesecev, danes pa se kastracijo opravi hitreje, običajno pri starosti od šest do osem tednov za lahke kokošje pasme in nekoliko kasneje za težje. V osnovi velja, da so bolj zgodaj kopunjeni petelini okusnejši kot osebki, skopljeni pri višji starosti.

## Zgodovina
Prireja kopunov in njihova uporaba v pripravi jedi sta bili bolj razširjeni predvsem v preteklosti. Četudi je človeštvo kokoši udomačilo že davno, naj bi prve kopune gojili stari Rimljani, ko je bilo zaradi suše prepovedano pitanje kokoši. Kopunje meso se je velikokrat kot poslastico uživalo v srednjem veku, ko so te ptice pripravljali na dvorih plemstva, duhovščine in kraljev. V 20. stoletju se je reja kopunov upočasnila, velik upad proizvodnje kopunjega mesa pa se je zgodil med prvo in drugo svetovno vojno, saj je bilo vzgajanje in pitanje kopunov dražje kot gojenje cenejših in hitro rastočih pitovnih piščancev. Danes se kopune uživa poredkoma, a naj bi se obenem v kulinariki znova pojavljalo zanimanje za tovrstno meso. Na našem področju so posebej znani kopuni štajerske kokoši, ki se jo kopuni še danes.